# Бенджамин, Джоэль
Джоэль Лоренс Бенджамин (англ. Joel Lawrence Benjamin; род. 11 марта 1964, Бруклин) — американский шахматист, гроссмейстер (1986).
Вырос в Бруклине. Выпускник Йельского университета. В чемпионате мира среди юношей (1982) — 3—7-е места. В чемпионатах США 1985 — 2-е; 1986 — 2—3-е; 1987 — 1—2-е места. Участник межзонального турнира в Сираке (1987) — 9—10-е места. В составе национальной сборной участник 6-и олимпиад (1988—1996 и 2002).
Лучшие результаты в международных турнирах: Нью-Йорк (1979, февраль) — 1-е, 1981 (июль) — 1—4-е, 1982 (март) — 3—5-е; Гастингс (1984/1985) — 2—5-е; Торонто (1985) — 3—5-е; Голливуд (1985) — 1—3-е места. В 1983 выиграл матч у Н. Шорта — 5½ : 1½ (+4 −0 =3).

## Известные партии
Лейн — Бенджамин, чемпионат США, Эстес-Парк, 1986 г. 1. d4 Кf6 2. Кf3 e6 3. c4 b6 4. Кc3 Сb4 5. Сg5 h6 6. Сh4 С:c3+ 7. bc Сb7 8. Кd2 d6 9. f3 Кbd7 10. e4 g5 11. Сf2 Кh5 12. g3 f5 13. Сd3 Фf6 14. Фe2 O-O 15. h4 Кg7 16. Лh2 c5 17. hg Ф:g5 18. Лh3 cd 19. cd fe 20. К:e4 Фa5+ 21. Крf1 h5 22. Крg1 d5 23. c:d5 Ф:d5 24. Лf1 Кf6 25. Лh4 Лac8 26. Лf4 К:e4 27. fe Фd6 28. Сe3 Л:f4 29. Л:f4 Лc3 30. Сc4 b5 31. Сb3 a5 32. Фd2 Фb4 33. d5 a4 34. d6 ab 35. d7 b2 36. d8Ф+ Крh7 37. Лf7 b1Ф+ 38. Крf2 Ф1:e4 39. Л:g7+ Кр:g7 40. Ф2d7+. 1-0.

## Изменения рейтинга
| Графики недоступны из-за технических проблем. См. информацию на Фабрикаторе и на mediawiki.org. |